# Den tyske filmguldalder
Den tyske filmguldalder er en tidsperiode fra 1919 til 1933. Perioden har haft stor betydning både for kunstnerisk og teknisk udvikling af film. Mange af filmfolkene i Tyskland fik senere karriere i USA og fik sat deres aftryk på branchen.

## Historie
Det Tyske Kejserrige importerede de fleste af deres film før 1. verdenskrig fra Danmark,[kilde mangler] hvilket resulterede i kronede dage hos Nordisk Film. Men da krigen brød ud, oprettede man UFA (Universum Film Aktiengesellschaft) i 1917, hvor man samlede alle filmstudier under et med henblik på produktion af propagandafilm. Da krigen sluttede, forsatte man dog med produktion af spillefilm, fordi man ønskede at tage kampen op mod amerikanske film.
I tiden efter 1. verdenskrig blomstrede den tyske filmindustri.
Den tyske situation afspillede sig hurtigt i filmene, da de ofte var meget dystre og havde tunge tematikker, hvilket ikke var gældende i f.eks. amerikanske film. Tyskerne havde en metode, hvor ved de brugte lidt og ofte svagere belysninger, samt meget teatralsk skuespil, hvilket ofte bliver kaldt for tysk ekspressionisme. Filmfolkene var også uhyre kreative og opfandt nye måder at bevæge kameraet, så man kunne fortælle mere subjektive historier, hvor man afspejlede sindssyge, alkoholisme osv. Den tyske filmindustri samlede mange store talenter fra hele Europa bl.a. blev den danske skuespillerinde Asta Nielsen en stor stjerne.
Men under det hele ulmede uroen og Det nationalsocialistiske tyske arbejderparti (Nazi-partiet) vandt mere og mere popularitet og da Adolf Hitler som leder af partiet kommer til magten den 10. januar 1933 slutter det hele. Kort tid efter magtovertagelsen udviser han alle jødiske filmfolk ud af landet og dette får også mange andre til at forlade landet af egen vilje, da mange enten var kommunister eller kulturradikale. UFA blev gjort statsejet og selskabet begyndte atter at producere propagandafilm, dog denne gang under hård styring af den tydligere danser- og skuespillerinde Leni Riefenstahl, som nu blev cheffotograf under ledelse af propagandaminister Joseph Goebbels. Der menes at omtrent 800 personer forlod Nazi-tyskland til fordel for Hollywood, da der var mest arbejde at hente der. Mange af disse filmfolk udviklede senere filmgenren Film noir.

## Nævneværdige film fra perioden
- 1919 - Doktor Caligaris kabinet (Das Cabinet des Dr. Caligari)
- 1920 - Der Golem
- 1922 - Dr. Mabuse, der Spieler
- 1922 - Nosferatu, eine Symphonie des Grauens
- 1924 - Hotel Atlantic (Der letzte Mann)
- 1924 - Nibelungerne - Siegfried (Die Nibelungen: Siegfried)
- 1925 - Bag Glædernes Maske (Die freudlose Gasse)
- 1926 - Faust
- 1926 - Die Abenteuer des Prinzen Achmed
- 1927 - Metropolis
- 1927 - Berlin: Die Sinfonie der Grosstad
- 1928 - Geschlecht in Fesseln
- 1929 - Pandoras æske (Die Büchse der Pandora)
- 1930 - Den blå engel (Der blaue Engel)
- 1931 - M - Eine Stadt sucht einen Mörder
- 1932 - Kuhle Wampe oder: Wem gehört die Welt?
- 1933 - Dr. Mabuses testamente (Das Testament des Dr. Mabuse)

## Kendte filmfolk fra perioden

### Instruktører
- Billy Wilder
- Erich von Stroheim
- Ernst Lubitsch
- F.W. Murnau
- Fritz Lang
- G.W. Pabst
- Josef von Sternberg
- Robert Wiene

### Skuespillere
- Marlene Dietrich
- Peter Lorre
- Emil Jannings
- Greta Garbo
- Louise Brooks
- Asta Nielsen

### Andre
- Oskar Fischinger
- Walter Ruttmannn
- Hans Richter
- Lotte Reiniger
- Thea von Harbou